# Rhynchostegium validum
Rhynchostegium validum là một loài rêu trong họ Brachytheciaceae. Loài này được Herzog Ochyra mô tả khoa học đầu tiên năm 1987.